# Mołnia 1-4
Mołnia 1-4 – radziecki satelita telekomunikacyjny typu Mołnia 1, czwarty operacyjny satelita tego typu. Transmitował sygnały telewizyjne oraz dwustronną łączność telefoniczną i telegraficzną, korzystając ze stacji naziemnych systemu Orbita. 

## Budowa i działanie
Był to jeden z pierwszych radzieckich satelitów telekomunikacyjnych, dlatego część jego misji polegała na testowaniu nowych rozwiązań technicznych.
Statek składał się z hermetycznego cylindra, o rozmiarach 3,4×1,6 metra, zakończonego stożkami. W jednym z nich mieścił się system napędowy i silniki korekcyjne (KDU-414). Znajdujący się po przeciwnej stronie satelity drugi stożek, mieścił czujniki zapewniające kontrolę położenia satelity względem Słońca i kuli ziemskiej .
Satelita wyposażony był także w:
- czuły odbiornik (1000 MHz) i trzy nadajniki (800 MHz, 40W; jeden roboczy, dwa zapasowe). Sygnał telewizyjny nadawany w zakresie 3,4-4,1 GHz
- kamerę telewizyjną wyposażoną w wymienne obiektywy i zestaw filtrów
- układy telemetrii
- akumulatory ładowane z ogniw słonecznych
- komputer pokładowy

Wokół sekcji cylindrycznej zamontowane było 6 paneli ogniw słonecznych i dwie kierunkowe anteny paraboliczne, rozmieszczone po przeciwległych stronach. Jedna z nich była zawsze zwrócona ku Ziemi, druga była zapasowa  . 

## Misja

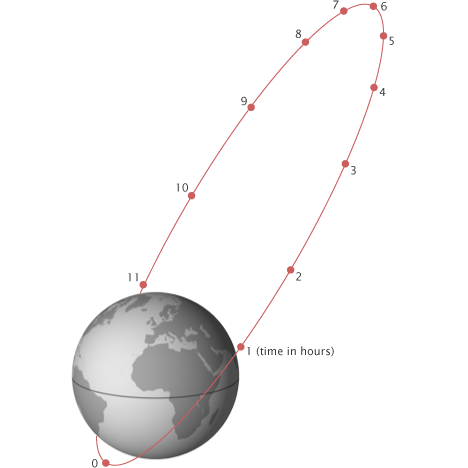
Schemat pokazujący przebieg typowej orbity typu Mołnia

Misja satelity rozpoczęła się 20 października 1966 roku, kiedy rakieta Mołnia wyniosła z kosmodromu Bajkonur czwartego operacyjnego satelitę typu Mołnia-1 na silnie wydłużoną orbitę nachyloną pod dużym kątem do równika. Takie rozwiązanie zapewniało widoczność satelity na terytorium ZSRR przez czas od 8 do 12 godzin. Umieszczenie trzech statków na podobnych, ale przesuniętych względem siebie orbitach, zapewniało więc całodobową komunikację na terytorium kraju . W momencie znalezienia się na orbicie otrzymał oznaczenie COSPAR 1966-092A .
Jako wyposażenie dodatkowe, satelitę wyposażono w kamerę służącą do robienia zdjęć pokrywy chmur, dzięki czemu w połączeniu ze zdjęciami z innych satelitów meteorologicznych można było uzyskać szerszy zakres danych o aktualnej sytuacji pogodowej .
Satelita spłonął w górnych warstwach atmosfery 11 września 1968 roku .